# 科尔比茨
科尔比茨是德国萨克森-安哈尔特州的一个市镇。总面积71.86平方公里，总人口3291人，其中男性1669人，女性1622人（2011年12月31日），人口密度46人/平方公里。